# Гутхайль-Шодер, Мария
Мария Гутхайль-Шодер, урождённая Мария Шодер (нем. Marie Gutheil-Schoder; 16 февраля 1874, Веймар, Тюрингия — 4 октября 1935, Ильменау) — немецкая оперная певица, драматическое сопрано, музыкальный педагог. Одна из оперных примадонн первой четверти XX века.

## Биография

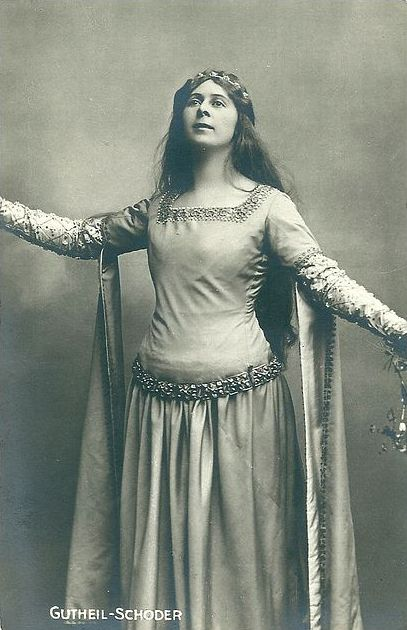

Дочь трактирщика. С 1880 года брала частные уроки вокала и музыки, посещала Великокняжескую музыкальную школу в Веймаре (ныне Веймарская Высшая школа музыки). В 1891 году дебютировала на сцене Веймарской придворной оперы в «Фаусте». На неё обратил внимание Густав Малер и в 1900 г. нанял для работы в Венской опере, где она выступала до 1926 года. Там за ней ухаживал и опекал Рихард Штраус, который репетировал с ней роли Кармен Ж. Бизе и Миньон А. Тома.
Певица выступала также в лондонском Ковент-Гардене.
Она стала первой в Вене исполнительницей партии Электры в одноимённой опере Р. Штрауса. Участвовала в премьере оперы-монодрамы А. Шёнберга «Ожидание» (поставлена в Праге в июне 1924).
С австрийским композитором певицу связывало долговременное творческое сотрудничество. Неоднократно участвовала в исполнении «Лунного Пьеро». В её репертуаре были оперы В. А. Моцарта, Р. Вагнера, Р. Штрауса, Б. Бартока, Р. Леонкавалло, Д. Пуччини.
Густав Малер называл её «музыкальным гением» и высоко ценил как музыканта и как певицу. 
Прославилась как исполнительница произведений Моцарта. Позже стала постановщиком опер. Была известным музыкальным педагогом.

## Личная жизнь
В 1899 году вышла замуж за дирижёра, композитора и музыкального педагога Густава Гутхайля, с которым прожила до его смерти в 1914 году. В 1920 году повторно вышла замуж за фотографа Франца Ксавера Сетцера.

## Память
- В Вене именем Марии Гутхайль-Шодер названа улица.